# Llista d'asteroides/162301-162400
| Nom      | Designació provisional | Data de descobriment   | Lloc de descobriment | Descobridor/s |
| -------- | ---------------------- | ---------------------- | -------------------- | ------------- |
| 162301 - | 1999 VX183             | 14 de novembre de 1999 | Socorro              | LINEAR        |
| 162302 - | 1999 VO184             | 15 de novembre de 1999 | Socorro              | LINEAR        |
| 162303 - | 1999 VW186             | 15 de novembre de 1999 | Socorro              | LINEAR        |
| 162304 - | 1999 VR193             | 3 de novembre de 1999  | Anderson Mesa        | LONEOS        |
| 162305 - | 1999 VD194             | 1 de novembre de 1999  | Catalina             | CSS           |
| 162306 - | 1999 VE200             | 5 de novembre de 1999  | Catalina             | CSS           |
| 162307 - | 1999 VP213             | 13 de novembre de 1999 | Catalina             | CSS           |
| 162308 - | 1999 VL225             | 5 de novembre de 1999  | Socorro              | LINEAR        |
| 162309 - | 1999 WK10              | 28 de novembre de 1999 | Kitt Peak            | Spacewatch    |
| 162310 - | 1999 WN13              | 29 de novembre de 1999 | Višnjan Observatory  | K. Korlević   |
| 162311 - | 1999 WM17              | 30 de novembre de 1999 | Kitt Peak            | Spacewatch    |
| 162312 - | 1999 WG20              | 16 de novembre de 1999 | Socorro              | LINEAR        |
| 162313 - | 1999 WA24              | 17 de novembre de 1999 | Kitt Peak            | Spacewatch    |
| 162314 - | 1999 XE7               | 4 de desembre de 1999  | Catalina             | CSS           |
| 162315 - | 1999 XC11              | 5 de desembre de 1999  | Catalina             | CSS           |
| 162316 - | 1999 XY14              | 6 de desembre de 1999  | Socorro              | LINEAR        |
| 162317 - | 1999 XB23              | 6 de desembre de 1999  | Socorro              | LINEAR        |
| 162318 - | 1999 XQ25              | 6 de desembre de 1999  | Socorro              | LINEAR        |
| 162319 - | 1999 XS26              | 6 de desembre de 1999  | Socorro              | LINEAR        |
| 162320 - | 1999 XN27              | 6 de desembre de 1999  | Socorro              | LINEAR        |
| 162321 - | 1999 XG30              | 6 de desembre de 1999  | Socorro              | LINEAR        |
| 162322 - | 1999 XZ42              | 7 de desembre de 1999  | Socorro              | LINEAR        |
| 162323 - | 1999 XA45              | 7 de desembre de 1999  | Socorro              | LINEAR        |
| 162324 - | 1999 XB50              | 7 de desembre de 1999  | Socorro              | LINEAR        |
| 162325 - | 1999 XC50              | 7 de desembre de 1999  | Socorro              | LINEAR        |
| 162326 - | 1999 XB52              | 7 de desembre de 1999  | Socorro              | LINEAR        |
| 162327 - | 1999 XA55              | 7 de desembre de 1999  | Socorro              | LINEAR        |
| 162328 - | 1999 XJ59              | 7 de desembre de 1999  | Socorro              | LINEAR        |
| 162329 - | 1999 XM64              | 7 de desembre de 1999  | Socorro              | LINEAR        |
| 162330 - | 1999 XW65              | 7 de desembre de 1999  | Socorro              | LINEAR        |
| 162331 - | 1999 XT66              | 7 de desembre de 1999  | Socorro              | LINEAR        |
| 162332 - | 1999 XK101             | 7 de desembre de 1999  | Socorro              | LINEAR        |
| 162333 - | 1999 XZ101             | 7 de desembre de 1999  | Socorro              | LINEAR        |
| 162334 - | 1999 XP103             | 7 de desembre de 1999  | Socorro              | LINEAR        |
| 162335 - | 1999 XN113             | 11 de desembre de 1999 | Socorro              | LINEAR        |
| 162336 - | 1999 XT118             | 5 de desembre de 1999  | Catalina             | CSS           |
| 162337 - | 1999 XK124             | 7 de desembre de 1999  | Catalina             | CSS           |
| 162338 - | 1999 XT129             | 12 de desembre de 1999 | Socorro              | LINEAR        |
| 162339 - | 1999 XR133             | 12 de desembre de 1999 | Socorro              | LINEAR        |
| 162340 - | 1999 XT134             | 5 de desembre de 1999  | Socorro              | LINEAR        |
| 162341 - | 1999 XV134             | 5 de desembre de 1999  | Socorro              | LINEAR        |
| 162342 - | 1999 XT138             | 5 de desembre de 1999  | Kitt Peak            | Spacewatch    |
| 162343 - | 1999 XG155             | 8 de desembre de 1999  | Socorro              | LINEAR        |
| 162344 - | 1999 XX159             | 8 de desembre de 1999  | Socorro              | LINEAR        |
| 162345 - | 1999 XT162             | 8 de desembre de 1999  | Kitt Peak            | Spacewatch    |
| 162346 - | 1999 XX167             | 10 de desembre de 1999 | Socorro              | LINEAR        |
| 162347 - | 1999 XD172             | 10 de desembre de 1999 | Socorro              | LINEAR        |
| 162348 - | 1999 XT187             | 12 de desembre de 1999 | Socorro              | LINEAR        |
| 162349 - | 1999 XH208             | 13 de desembre de 1999 | Socorro              | LINEAR        |
| 162350 - | 1999 XX212             | 14 de desembre de 1999 | Socorro              | LINEAR        |
| 162351 - | 1999 XV215             | 15 de desembre de 1999 | Socorro              | LINEAR        |
| 162352 - | 1999 XS226             | 14 de desembre de 1999 | Kitt Peak            | Spacewatch    |
| 162353 - | 1999 YX                | 16 de desembre de 1999 | Fountain Hills       | C. W. Juels   |
| 162354 - | 1999 YQ5               | 28 de desembre de 1999 | Socorro              | LINEAR        |
| 162355 - | 1999 YW5               | 29 de desembre de 1999 | Socorro              | LINEAR        |
| 162356 - | 1999 YA6               | 29 de desembre de 1999 | Socorro              | LINEAR        |
| 162357 - | 1999 YA7               | 30 de desembre de 1999 | Socorro              | LINEAR        |
| 162358 - | 1999 YT7               | 27 de desembre de 1999 | Kitt Peak            | Spacewatch    |
| 162359 - | 1999 YH22              | 27 de desembre de 1999 | Kitt Peak            | Spacewatch    |
| 162360 - | 2000 AH3               | 2 de gener de 2000     | Socorro              | LINEAR        |
| 162361 - | 2000 AF6               | 4 de gener de 2000     | Socorro              | LINEAR        |
| 162362 - | 2000 AU23              | 3 de gener de 2000     | Socorro              | LINEAR        |
| 162363 - | 2000 AN34              | 3 de gener de 2000     | Socorro              | LINEAR        |
| 162364 - | 2000 AB70              | 5 de gener de 2000     | Socorro              | LINEAR        |
| 162365 - | 2000 AK77              | 5 de gener de 2000     | Socorro              | LINEAR        |
| 162366 - | 2000 AD83              | 5 de gener de 2000     | Socorro              | LINEAR        |
| 162367 - | 2000 AJ101             | 5 de gener de 2000     | Socorro              | LINEAR        |
| 162368 - | 2000 AV101             | 5 de gener de 2000     | Socorro              | LINEAR        |
| 162369 - | 2000 AZ112             | 5 de gener de 2000     | Socorro              | LINEAR        |
| 162370 - | 2000 AE119             | 5 de gener de 2000     | Socorro              | LINEAR        |
| 162371 - | 2000 AY145             | 7 de gener de 2000     | Socorro              | LINEAR        |
| 162372 - | 2000 AG149             | 7 de gener de 2000     | Socorro              | LINEAR        |
| 162373 - | 2000 AR155             | 3 de gener de 2000     | Socorro              | LINEAR        |
| 162374 - | 2000 AC175             | 7 de gener de 2000     | Socorro              | LINEAR        |
| 162375 - | 2000 AK180             | 7 de gener de 2000     | Socorro              | LINEAR        |
| 162376 - | 2000 AE191             | 8 de gener de 2000     | Socorro              | LINEAR        |
| 162377 - | 2000 AL196             | 8 de gener de 2000     | Socorro              | LINEAR        |
| 162378 - | 2000 AF201             | 9 de gener de 2000     | Socorro              | LINEAR        |
| 162379 - | 2000 AF202             | 10 de gener de 2000    | Socorro              | LINEAR        |
| 162380 - | 2000 AW225             | 12 de gener de 2000    | Kitt Peak            | Spacewatch    |
| 162381 - | 2000 AM226             | 12 de gener de 2000    | Kitt Peak            | Spacewatch    |
| 162382 - | 2000 AA254             | 7 de gener de 2000     | Kitt Peak            | Spacewatch    |
| 162383 - | 2000 BN2               | 26 de gener de 2000    | Socorro              | LINEAR        |
| 162384 - | 2000 BC6               | 28 de gener de 2000    | Socorro              | LINEAR        |
| 162385 - | 2000 BM19              | 31 de gener de 2000    | Socorro              | LINEAR        |
| 162386 - | 2000 BA26              | 30 de gener de 2000    | Socorro              | LINEAR        |
| 162387 - | 2000 BN37              | 26 de gener de 2000    | Kitt Peak            | Spacewatch    |
| 162388 - | 2000 BK39              | 27 de gener de 2000    | Kitt Peak            | Spacewatch    |
| 162389 - | 2000 CE4               | 2 de febrer de 2000    | Socorro              | LINEAR        |
| 162390 - | 2000 CD13              | 2 de febrer de 2000    | Socorro              | LINEAR        |
| 162391 - | 2000 CZ43              | 2 de febrer de 2000    | Socorro              | LINEAR        |
| 162392 - | 2000 CG45              | 2 de febrer de 2000    | Socorro              | LINEAR        |
| 162393 - | 2000 CM81              | 4 de febrer de 2000    | Socorro              | LINEAR        |
| 162394 - | 2000 CW95              | 10 de febrer de 2000   | Kitt Peak            | Spacewatch    |
| 162395 - | 2000 CY108             | 5 de febrer de 2000    | Kitt Peak            | M. W. Buie    |
| 162396 - | 2000 CV120             | 5 de febrer de 2000    | Kitt Peak            | M. W. Buie    |
| 162397 - | 2000 CC135             | 4 de febrer de 2000    | Kitt Peak            | Spacewatch    |
| 162398 - | 2000 DP7               | 27 de febrer de 2000   | Needville            | Needville     |
| 162399 - | 2000 DN10              | 26 de febrer de 2000   | Kitt Peak            | Spacewatch    |
| 162400 - | 2000 DR22              | 29 de febrer de 2000   | Socorro              | LINEAR        |